# Muhlenbergia strictior
Muhlenbergia strictior là một loài thực vật có hoa trong họ Hòa thảo. Loài này được Beal mô tả khoa học đầu tiên năm 1887.